# Slag bij Baton Rouge
De Slag bij Baton Rouge vond plaats op 5 augustus 1862 tijdens de Amerikaanse Burgeroorlog. Het was een gecombineerde slag tussen land- en marinetroepen. De Noordelijke nederlaag was een enorme tegenslag om de controle te krijgen over Louisiana.

## Achtergrond
Op 25 april 1862, de dag voor de Slag om New Orleans, besliste de Zuidelijke regering om Baton Rouge te evacueren. De katoenplantages in de omgeving werden in brand gestoken, zodat ze niet in vijandelijke handen zouden vallen. Op 9 mei zette James Palmer van de kanonneerboot Iroquois voet aan wal in de haven. Zonder enige tegenstand nam hij de haven, de barakken en het arsenaal in. Twee weken voerden guerrilla’s een raid uit op een roeiboot met een zeemachtofficier. Ter vergelding werd de stad beschoten door de Hartford, het vlaggenschip van David Farragut. Er vielen verschillende slachtoffers en diverse gebouwen werden beschadigd. Op 29 mei arriveerde brigadegeneraal Thomas Williams met zes regimenten infanterie, twee batterijen artillerie en een eenheid cavalerie om Baton Rouge te bezetten.
Tijdens de zomer slaagden de Noordelijken er niet in om Vicksburg in te nemen na een bombardement. De stad stond onder bevel van de Zuidelijke generaal Earl Van Dorn. Verschillende van de Noordelijke schepen die bij het bombardement betrokken waren, werden uitgeschakeld door Zuidelijke ramschepen zoals de Arkansas, de North Carolina, de Davis en de New Orleans. Gestimuleerd door dit succes wilde Van Dorn Baton Rouge heroveren. Deze stad werd geacht de sleutel te zijn tot het bezit van Louisiana. Na de eventuele herovering van Baton Rouge kon New Orleans opnieuw bedreigd worden.
13.000 soldaten werden per trein van Vicksburg naar Camp Moore gebracht onder leiding van John Breckinridge op 27 juli 1862. Daar werd een kleinere infanteriedivisie, onder leiding van David Ruggles, toegevoegd. De Zuidelijke vloot voer ondertussen de Mississippi af om de Noordelijke vloot aan te vallen bij Baton Rouge. Generaal Williams kwam te weten dat de vijandelijke troepen vertrokken waren uit Camp Moore op 28 juli. Op 4 augustus werden de Noordelijke troepen 1,5 km buiten Baton Rouge opgesteld nadat de informanten Williams gewaarschuwd hadden over de opmars van de Zuidelijke eenheden. De Noordelijke soldaten waren echter onvoldoende getraind en slecht uitgerust. De meesten waren twee weken opgeleid voor ze naar Baton Rouge gestuurd werden. Ook de Noordelijke schepen waren in slechtere staat dan de Zuidelijke. Ze hadden weinig voorraden omdat de meeste voorraden in New Orleans lagen.

## De slag
Tegen 4 augustus had Breckinridge de Comite River overgestoken, zo’n 15 km van Baton Rouge. ’s Nachts werd er verder gemarcheerd om de stad te naderen. De Zuidelijken verloren het element van de verrassing toen Noordelijke wachtposten de vijand ontdekten. Niettemin vielen de mannen van Breckinridge in de ochtend van 5 augustus aan.
De Noordelijke troepen bevonden zich voornamelijk in het centrum van de stad, terwijl de Zuidelijken in twee linies opgesteld stonden ten noorden van de stad. De Zuidelijken openden de aanval richting Florida Street en slaagden erin van de Noordelijken terug te dringen door de straten. Er werd zwaar gevochten in de buurt van Magnolia Cemetery. De Noordelijke bevelvoerende brigadegeneraal Thomas Williams sneuvelde en werd vervangen door kolonel Thomas W. Cahill.
De kolonel trok zich al vechtend terug tot een perimeter die beschermd werd door de Noordelijke oorlogsbodems. De kanonneerboten openden het vuur op de oprukkende Zuidelijke eenheden. Het Zuidelijke ramschip de Arkansas naderde het strijdtoneel, maar kon niet ingezet worden door motorpech. De kapitein vernietigde zijn eigen schip om het niet in vijandelijke handen te laten vallen. Zonder ondersteuning van de Zuidelijke marine kon Breckinridge de vijandelijke stellingen niet aanvallen en hij trok zich daarop terug. De Noordelijke troepen werden een week later geëvacueerd. In de herfst zouden ze terugkeren om de stad opnieuw in te nemen. De Zuidelijke bezetten Port Hudson die ze het komende jaar in handen zouden houden.